# Germarostes sinuatus
Germarostes sinuatus är en skalbaggsart som beskrevs av Bates 1887. Germarostes sinuatus ingår i släktet Germarostes och familjen Hybosoridae. Inga underarter finns listade i Catalogue of Life.